# Kleinstatthelden
Kleinstatthelden ist eine deutsche Filmkomödie aus dem Jahr 2010. Regie führte Marc Schaumburg. 

## Handlung
Janosch ist ein erfolgloser Musiker Anfang 20, der sich in einer Lebens- und Schaffenskrise befindet. Das Studium hat er abgebrochen und er muss sich eingestehen, dass sein lang erhoffter Erfolg in der Musik ausbleibt. Eher widerwillig und ziellos kehrt Janosch an einem Wochenende in seine alte Heimatstadt Lüdenscheid zurück. Dort hat er Ärger mit seinen Eltern und auch das Wiedersehen mit seinen Freunden ist nicht mehr wie früher.

## Hintergrund
Kleinstatthelden knüpft an Alltagserfahrungen vieler junger Menschen an, die sich durchschnittlich fühlen und das Streben nach der Verwirklichung eines Lebenstraums mit einem Gewinn im Lotto vergleichen, und deren Traum angesichts der realen Welt verblasst. Sie empfinden sich als Verlierer, eben eher klein statt Held.
Die Finanzierung des Films übernahm Executive Producer Andreas Conrad.
Der Film hatte am 20. Oktober 2010 Premiere in der Lichtburg Essen und startete am 21. Oktober 2010 in den deutschen Kinos.

## Soundtrack
Der Titelsong des Films Nicht Nur wurde von der deutschen Band und Bundesvision Song Contest Teilnehmer Kleinstadthelden im Jahre 2010 verfasst.

## Rezensionen
Der Film ist das Kinodebüt von Marc Schaumburg. Ihm gelingen nach Ansicht des Filmportal Filmdienst „einige schöne, pointierte Szenen“, aber insgesamt tue sich der Film schwer damit, den richtigen Ton zu finden. Das beschreibt Filmgazette.de, das den Film mit zwei von zehn Sternen bewertet, so: „Dass sich der Film für die Nöte seiner Figuren nur insoweit interessiert, als er sie zu Platzhaltern des irgendwie nötigen Dramas eindampft, evoziert bereits der abstruse (im Spiel meist durch heilloses overacting gelöste) Wechsel zwischen Zote und Ängsten.“ Filmstarts schreibt: „Kleinstatthelden scheitert am Zusammenspiel von holprigem Inhalt und abgedroschener Inszenierung und ist am Ende nicht mehr als ein unbedarfter, kleiner und im schlechten Sinne harmloser Film, der im Vorabendprogramm der Dritten ein besseres Zuhause gefunden hätte als auf der Kinoleinwand.“ Der Film wird mit einem von fünf Sternen bewertet.
Das Filmportal Filmdienst monierte „die völlige Überzeichnung der männlichen Hauptdarsteller als Trottel“ und schrieb wörtlich: „Den Frauenfiguren gesteht der Filmemacher etwas mehr Charme zu; das unterstützt den Eindruck, dass sich der Film nicht so recht zwischen lauter Comedy-Farce und subtiler Tragikomödie entscheiden kann – eine etwas unsichere Fingerübung, die freilich ihre starken Momente hat.“ Gelobt wurde von vielen Kritikern der Soundtrack.